# Hermann Bahr
Hermann Bahr (19 de juliol de 1863, Linz - 15 de gener de 1934) fou un escriptor, dramaturg, director i crític austríac.

## Biografia
Bahr estudià filosofia, dret, economia i filologia a Viena, Txernivtsí i Berlín. Durant una llarga estada a París descobrí el seu interès per la literatura i per l'art. Aleshores treballà com a crític artístic, primer a Berlín i després a Viena.
Des del 1906-1907 treballà com a director amb Max Reinhardt al Teatre Alemany de Berlín, i a partir del 1918 com a dramaturg del Burgtheater de Viena. Més endavant trobà feina com a lector amb S. Fischer Verlag, una empresa editorial alemanya, on es feu amic d'Arno Holz.
Portaveu del grup literari Jove Viena, Bahr fou un membre actiu de l'avantguarda austríaca, produint tant crítica com obres. La relació de Bahr amb els literaris del cafè feren d'ell un dels principals objectius del diari de Karl Kraus Die Fackel (La torxa) després que Kraus quedés fora del grup.
Bahr fou el primer crític a aplicar l'etiqueta modernisme a obres literàries, i fou un primer observador del moviment expressionista. Els seus papers teòrics foren importants en la definició de les noves categories literàries.

## Selecció d'obres

### Obres de teatre
- Els nous homes (Die neuen Menschen - 1887)
- La mare (Die Mutter - 1891)
- Das Tschaperl (1897)
- Der Star (1899)
- Wienerinnen (1900)
- Der Krampus (1902)
- Ringelspiel (1907)
- El concert (Das Konzert - 1909)
- Els nens (Die Kinder - 1911)
- El príncep (1912)
- Der Querulant (1914)
- El mestre (Der Meister - 1914)

### Narracions i contes
- L'escola de l'amor (Die gute Schule. Seelenstände - 1890)
- Fin de siècle (1891)
- Die Rahl (1908)
- O Mensch (1910)
- Österreich in Ewigkeit (1929)

### Assajos
- Zur Kritik der Moderne (1890)
- Die Überwindung des Naturalismus (1891)
- Symbolisten (1894)
- Wiener Theater (1899)
- Frauenrecht (1912)
- Inventur (1912)
- Expressionismus (1916)
- Burgtheater (1920)

### Llibres
- Theater (1897)
- Drut (1909)
- Himmelfahrt (1916)
- Die Rotte Korahs (1919)
- Autoretrat (Selbstbildnis - 1923), una autobiografia